# Thomas Schubert (Politikwissenschaftler)
Thomas Schubert (* 1979 in Hartmannsdorf bei Chemnitz) ist ein deutscher Politikwissenschaftler.

## Leben
Schubert studierte von 1999 bis 2004 Politik- und Wirtschaftswissenschaften an der TU Chemnitz. Danach war er Stipendiat der Hanns-Seidel-Stiftung und wurde 2009 bei Eckhard Jesse mit der Dissertation Konvergenz oder Divergenz im sächsischen Landtagswahlkampf? Eine qualitative Längsschnittanalyse der Landtagswahlkämpfe von CDU, SPD und PDS 1990 bis 2004 – unter besonderer Berücksichtigung des wirtschaftspolitischen Themenwahlkampfs zum Dr. phil. promoviert.
Seit 2014 ist er Wissenschaftlicher Mitarbeiter des Geschäftsführenden Direktors am Institut für Politikwissenschaft. Er ist u. a. Mitglied der Deutschen Gesellschaft für Politikwissenschaft und der Gesellschaft für Deutschlandforschung. Seine Forschungsschwerpunkte sind Wahl-, Parteien, Demokratie- und Extremismusforschung. Er veröffentlichte u. a. im Jahrbuch Extremismus & Demokratie.

## Schriften (Auswahl)
- Wahlkampf in Sachsen. Eine qualitative Längsschnittanalyse der Landtagswahlkämpfe 1990–2004. VS Verlag, Wiesbaden 2011, ISBN 978-3-531-18048-9.
- mit Clemens Heitmann (Hrsg.): Der 17. Juni 1953 in Sachsen. Ursachen, Ereignis, Wirkung und Rezeption. Links, Berlin 2013, ISBN 978-3-86153-747-2.
- mit Alexander Gallus, Tom Thieme (Hrsg.): Deutsche Kontroversen. Festschrift für Eckhard Jesse. Nomos, Baden-Baden 2013, ISBN 978-3-8487-0114-8.
- mit Eckhard Jesse, Tom Thieme: Politik in Sachsen. Springer VS, Wiesbaden 2014, ISBN 978-3-531-18550-7.
- mit Eckhard Jesse (Hrsg.): Friedliche Revolution und Demokratie: Perspektiven nach 25 Jahren. Links, Berlin 2015, ISBN 978-3-86153-834-9.